# Sandow (câble)
Pour les articles homonymes, voir Sandow.

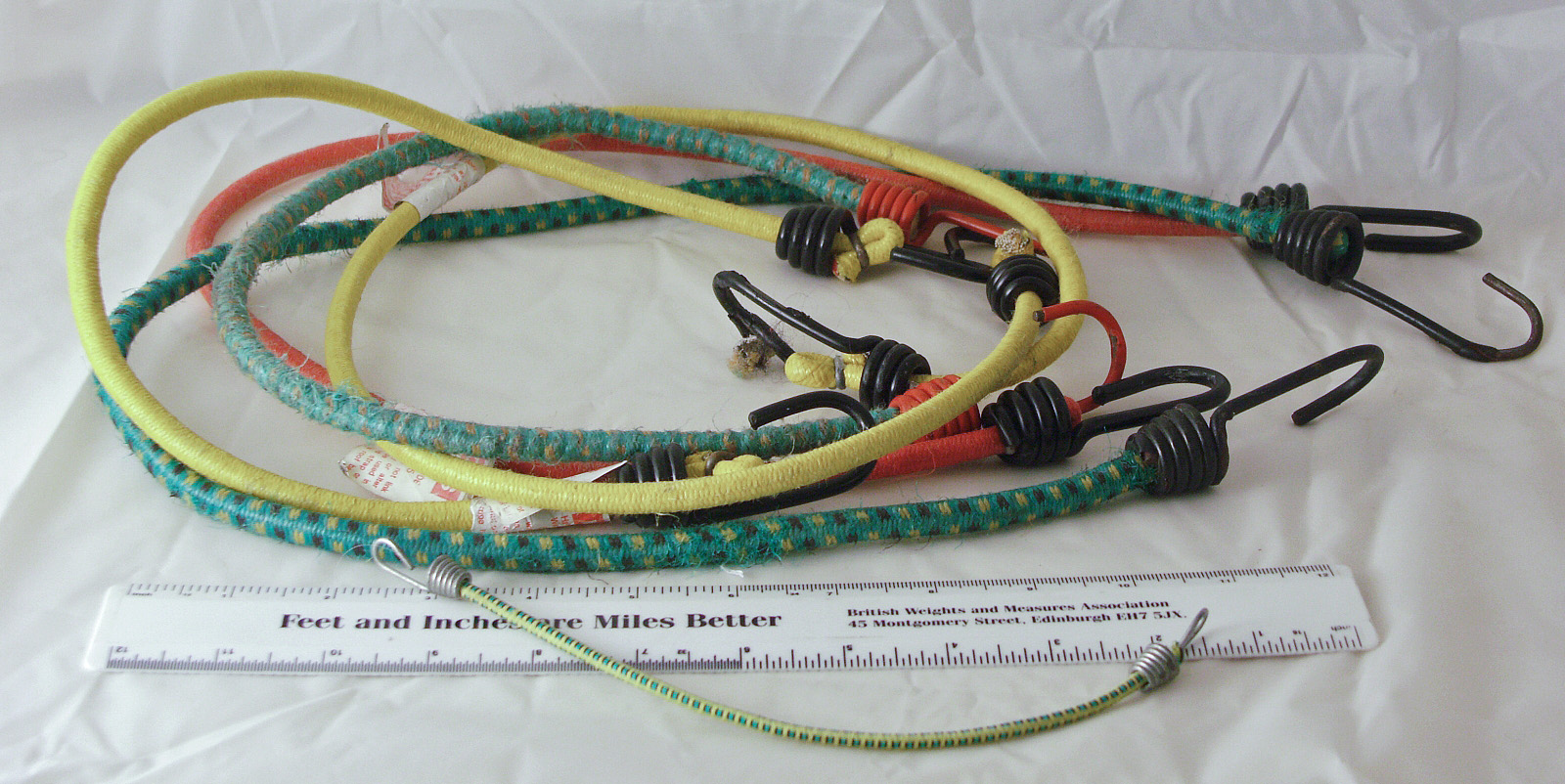
Sandows avec des crochets métalliques

Un sandow est un câble élastique parfois appelé tendeur ou extenseur, souvent composé d'une âme en caoutchouc et d'une enveloppe en tricot, ayant des crochets à chaque extrémité. Ils existent en différentes couleurs, longueurs et diamètres pour s'adapter à une multitude d'applications. Ainsi, ils peuvent être utiles à l'arrimage de colis ou à la tension permanente d'appareils tel qu'un ferme-porte de fortune.
Le nom de cet objet vient du culturiste allemand Eugen Sandow (1867-1925).